# Independents
Die Independents (auf Deutsch: Unabhängigen) bezeichnet die Anhänger einer religiösen Bewegung in England aus dem 17. Jahrhundert. Sie postulierten die Abkehr von der zentralisierten, hierarchisch geführten Anglikanischen Kirche. Eine andere Bezeichnung dieser Bewegung ist Kongregationalismus.

## Entstehung
In England hatte die Reformation besonders gravierende Auswirkungen für die katholische Kirche gehabt. 1534 vollzog Heinrich VIII. die Trennung der englischen Kirche von der römisch-katholischen Kirche, weil der Papst ihm die Scheidung von seiner Ehefrau und die Heirat mit Anne Boleyn verweigerte. Nach der Gründung seiner eigenen Anglikanischen Kirche war England offiziell protestantisch.
Viele Protestanten betrachteten damals die Staatskirche als noch von katholischen Einflüssen geprägt. Die Kirche behielt viele römisch-katholischen Rituale bei, es gab immer noch einen von Bischöfen geleiteten Klerus, und der Gottesdienst wurde auf Latein gehalten.
Jene Protestanten, die die englische Staatskirche von allen katholischen Elementen „reinigen“ (engl.: purify) wollten, wurden als Puritaner bezeichnet. Sie traten ab etwa 1560 in nicht-organisierten Strukturen auf. 1582 traten die „Brownists“ auf, die sich vollständig von der anglikanischen Kirche trennten (deshalb „Separatisten“). Nach ihrem Verständnis waren die Einzelgemeinden vom Staat unabhängig (engl.: independent). Die Bezeichnung Independents wurde ab 1653 verwendet. Die Independents wandten sich gegen eine zentralisierte Kirche und lehnten die anglikanische Kirche und deren Klerus ab. Diese Richtung wurde von der Theologie Johannes Calvins geprägt, die die Autonomie der einzelnen Kirchengemeinden (engl.: congregation) betonte, zu deutsch: Kongregationalismus.

## Hochzeit
Die Hochzeit der Independents war von 1640 bis 1660. Während des Englischen Bürgerkriegs (1642–46) war Oliver Cromwell der Führer dieser Glaubensrichtung. Die Vorstellungen der Independents fanden Anklang bei Bevölkerungsschichten mit kleinem Wohlstand, darunter die Yeomen (Freibauern). Die Independents fanden daher die meiste Unterstützung in Englands industriell entwickeltem Süden und den wirtschaftlich starken Hafenstädten. Cromwell gehörte dieser Gesellschaftsschicht an. Im zweiten Bürgerkrieg (1648–49) kämpfte seine independentistische Bauernarmee, die New Model Army, gegen die schottischen Presbyterianer und besiegte sie.

## Neuzeit
Die Angehörigen der aus England hervorgehenden protestantischen Kirchen werden nicht mehr als Independents, Dissenters oder Puritans bezeichnet. Sie verstehen sich nicht als radikal oder als revolutionär. Die heutige Bezeichnung ist Free Churches (Freikirchen).